# عشب الحبل المنفتح
عشب الحبل المنفتح[بحاجة لمصدر] (الاسم العلمي:Spartina patens) (بالإنجليزية: Saltmeadow Cordgrass)‏ هو نوع من النباتات يتبع جنس عشب الحبل من الفصيلة النجيلية.